# APFSDS

APFSDS（弾体+装弾筒）

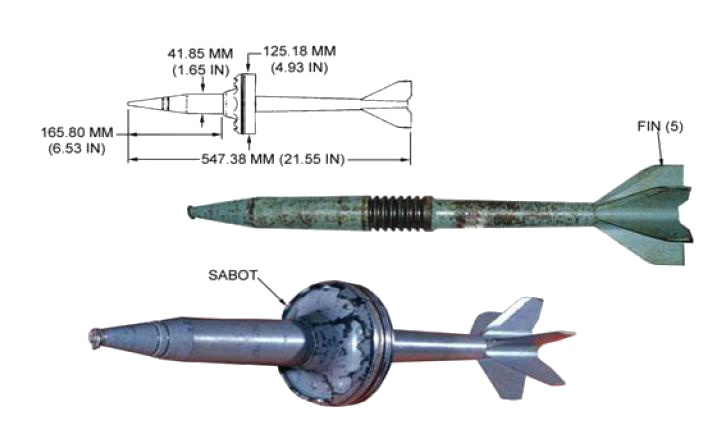
125mm BM15（新品ではないため、侵徹体の先端が変形している）

APFSDS（armor-piercing fin-stabilized discarding sabot）は、戦車砲などに使用される徹甲弾で、戦車などの装甲を貫くのに特化した砲弾である。日本語では装弾筒付翼安定徹甲弾（そうだんとうつきよくあんていてっこうだん）などと称される。開発当初はAPDS（装弾筒付徹甲弾）との対比としてAPDS-FSと呼ばれていた。この呼称も一部の国で使われている。

## 侵徹の物理
APFSDSは、従来の徹甲弾よりも高い飛翔速度により大きな侵徹力を有する砲弾である。1960年代に実用化された。発射時の初速は概して1,500m/s以上であり、第二次世界大戦以前に使用されていた徹甲弾よりも高速で侵徹が生じる。このような衝突では、侵徹体先端はマッシュルーム状に広がる塑性変形を生じながら侵徹が生じ、これがAPFSDSの侵徹を特徴づける現象となっている。侵徹体は塑性変形によって先端から失われてゆくため急速にその長さを失って行き、装甲厚に対して十分な長さが無ければ穴だけが残され、長さがあれば残端が装甲内部に飛び込んで加害する。
このようなAPFSDSの侵徹を表現するモデルは1967年、1966年にTateおよびAlekseevskiiによって独立に提案された。侵徹体が消耗する侵徹は、成形炸薬弾の侵徹様式を表現するモデルとして、Mott、Birkhoff、PackおよびEvansによって提案され、TateおよびAlekseevskiiによって装甲の強度および侵徹体の強度を考慮したモデルが提案された。これらのモデルは、侵徹体と装甲の振る舞いを流体力学的に取り扱うことで侵徹先端速度を求めることで、侵徹体の侵徹性能を簡潔に導出している。これらのモデルに基づけば、APFSDSの侵徹性能の上限は装甲の強度に強く依存する一方で侵徹体の強度にあまり依存しない。また、侵徹体長さあたりの侵徹深さは衝突速度に対して上に凸の依存性を示し、上限が存在する。その上限は侵徹体の密度{\displaystyle \rho _{p}}と装甲の密度{\displaystyle \rho _{t}}の比の平方根{\textstyle {\sqrt {\rho _{p}/\rho _{t}}}}によって定まる
APFSDSの侵徹を説明する際にしばしば「装甲が流体のように振る舞うことで強度を失う」という説明がなされることがあるが、これは誤りである。（装甲を侵徹する原理は、塑性流動による穿孔、装甲の流動化で説明されることがある。）
1995年、AndersonおよびWalkerは連続体力学的な取り扱いから同じくAPFSDSの侵徹モデルを提案し、従来の徹甲弾とAPFSDSを統一的に取り扱うモデルを提案している。タングステン合金弾が鋼製装甲板に穿孔する場合では850m/sec以上、鋼製の侵徹体が鋼製装甲板に穿孔する場合では1,100m/sec以上の速度が無いと侵徹体の消耗を伴う侵徹は停止し、侵徹体が消耗しない侵徹様式に移行する。
侵徹は装甲に対してほぼ平行に着弾した場合を除き跳弾を起こすことは無く、滑らすという意味での避弾経始は殆ど機能しない。APFSDSが装甲を貫通するためには、着弾時の速度、侵徹体の長さ、座屈しないための靱性、展性の高さの4つが必要である。着弾時の速度が低速であれば従来の徹甲弾より貫徹力が劣る。

## 構造

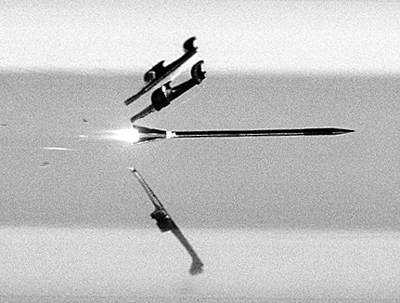
弾体から装弾筒が分離した瞬間

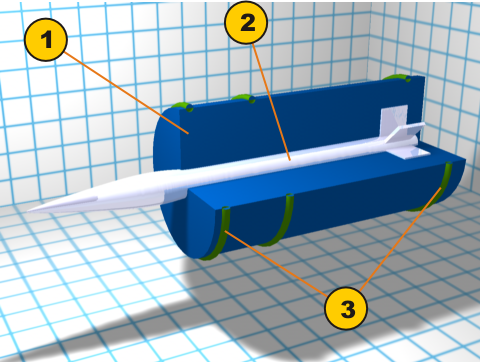
APFSDS弾の構造図。1.装弾筒 2.弾体 3.スリッピング・バンド

APFSDS（装弾筒付翼安定徹甲弾）は、細長い棒状の侵徹体と風防、安定翼、軽金属の装弾筒、曳光筒で構成される。ライフル砲から発射する際にはスリッピング・バンドが加わる。
侵徹体
侵徹体は棒状に加工されたタングステン合金や劣化ウラン合金などの重金属で構成される。中央部側面に装弾筒が噛み合うための刻みが入れられている。
APFSDSの侵徹体の特徴として、従来のAP、APDSと比較して細長いことが挙げられる。質量が同じであっても、細長ければ侵徹体長さをより大きくできるために、敵の装甲板に対する貫徹力が高まる。加えて、正面面積が小さいために飛翔時の空気抵抗が少なく、飛翔時の減速を小さくできるために、着弾時の速度を大きくできる。そのため、貫徹力が高まると共に飛翔時間が短く、また、低伸弾道となるので命中率も高められる。一方、侵徹体を細くしすぎると、命中時の衝撃に耐え切れずに破砕してしまったり、装弾筒離脱時に歪んで飛翔方向が狂ったり、爆発反応装甲によって容易に破砕されるといった不利な点が生じるために、侵徹体には強度が求められる。
細長さは、長さ（Length）/ 直径（Diameter）の値、LD比（L/D）で表される。APFSDSのLD比は増加を続けており、1970年代には15程度であったが、1990年代にはL/D比が30に達するものが現れている。このような高L/D比化の背景には、より高強度・高靭性な侵徹体材料の開発がある。
風防
風防はアルミニウム合金で作られ、飛翔時の空気抵抗を小さくし、着弾時に潰れながら侵徹体と目標の装甲板との間で衝撃を緩和して侵徹体の破砕を防ぐ。APFSDS弾は跳弾しにくい弾種であるが、浅い角度で目標装甲板に入射すれば跳弾となる事があるため、風防の柔らかいアルミが装甲に固着することで跳弾を防ぐ機能も担っている。
風防の先端が超音速飛翔時の空気の断熱圧縮による高温で溶けるのを防ぐために先端にチップと呼ばれる小さな部品を付けるものもある。
装弾筒
発射時のガス圧のほとんどは装弾筒（Sabot、サボットあるいはセイボー）が受けて砲弾を加速させる。装弾筒は極めて短時間の内に大きな力を受けて主要な質量を占める侵徹体へ力を伝えるために、砲身内では両者は固く結合している必要があるが、砲口から出た後では装弾筒は空気抵抗によって侵徹体から素早く、かつ均等に3つか4つに分かれて分離する必要がある。装弾筒によって発射装薬により生まれた運動エネルギーが重い侵徹体に集中して与えられ、中心の細長い侵徹体部分だけが飛翔することで空気抵抗を極限まで減らすことができる。
昨今の戦車砲にマズルブレーキが見られないのは、射撃時の反動よりも射撃精度を重視するためであり、分離した装弾筒が引っ掛かるのを防ぐためというのは、よく見られる誤った見解である。実際、APFSDSを発射可能な砲を搭載した、チェンタウロ戦闘偵察車やAMX-10RCといった車両は、車体側で射撃の反動を抑えることが難しいため、マズルブレーキを装着している。
安定翼
侵徹体の尾部に付いた安定翼で弾道の安定を図っているが、横風の影響を受けやすい欠点があり、また、安定翼の加工誤差により砲弾ごとに弾道のバラツキが生じる。弾道の安定のために旋動は必要なので、ライフリングによる高速回転を相殺する工夫をした上で、安定翼によって毎秒数回転から数十回転程度の弱い回転を与えるようになっている。
曳光筒
安定翼の尾部中央に小さな曳光筒が埋め込まれており、飛翔中に発火することで砲撃者が自ら放った砲弾の弾着が確認しやすいようになっている。
スリッピング・バンド
APFSDSはライフリングによって毎秒数百回転という高速回転をさせると弾道が不安定になる。そのためライフリングの無い滑腔砲からの発射が理想であるが、現在ではナイロンなどの高分子素材により、ライフリングによる回転を低減するスリッピング・バンド（スリップリング）の装着により通常のライフル砲でも安定した発射が可能である。

## 材質
侵徹体の材質としてはタングステン合金が使用されることが多く、一部には劣化ウラン合金が使用されている。
タングステン合金
初期の砲弾では、タングステン合金の強度が不十分で単体で侵徹体を構成することができず、密度は劣るが靭性の高いマルエージング鋼製の保持筒（鞘、弾殻）にタングステン合金を詰めた構造になっていた。その分密度が落ちて貫通力が劣った。その後1970年代にイスラエルが独自の技術でタングステン合金単体（モノブロック構造）の弾体を開発し、実戦でT-72を撃破した事から世界の軍事関係者の注目を受け、NATO軍でもライセンス生産されている。
タングステンを90-93%程度の主体として、ニッケルと鉄を加え、更にコバルト、銅、クロム、銀が添加されているものもある。密度：17.1-17.5g/cm3 衝撃波速度：6.0kg/sec（タングステン単体、粒子速度1.5km/sec） 衝撃インピーダンス：約105（密度×衝撃波速度）引張強さと伸び：1,200N/mm2以上で10%程。
劣化ウラン合金
アメリカやロシアなどの一部の国では、タングステンより容易に入手できる劣化ウラン（Depleted uranium）合金を侵徹体に用いているが、重金属としての毒性や残留放射能が、戦闘員や現地住民に健康被害を及ぼしているとする意見もある（湾岸戦争症候群を参照）。劣化ウラン合金には、侵徹時の穿孔過程で先端外縁部が断熱せん断により早期に脱落するために先鋭化する「セルフ・シャープニング効果」（Self sharpening effect）によって、1600m/s程度以下の速度域ではタングステン合金に比べて穿孔が小さく侵徹のエネルギーが深さ方向に有効に働いてより厚い装甲板を貫けるという特性がある（タングステン合金においても、バインダーを劣化ウランや金属ガラスとすることで断熱せん断を生じるようになり、セルフ・シャープニング効果を生じることが報告されている。2001年にダイキンによりバインダーとして金属ガラスを用いたセルフ・シャープニング現象の発生技術およびその製造方法が特許出願されている）。また、装甲板を貫徹した後、破砕あるいは微細化した破片が運動エネルギーの熱変換によって熔融・焼夷効果を発生させる特性（詳しくは劣化ウラン弾を参照のこと）もあり、この点でも敵の無力化に有効だとされる。
劣化ウランを主体として、0.75%程度のチタンが加えられる。密度：18.5g/cm3以上 衝撃波速度：4.9kg/sec（チタン0.6%、粒子速度1.5km/sec） 衝撃インピーダンス：約91（密度×衝撃波速度）引張強さと伸び：700N/mm2で12%以上。

## 貫徹力

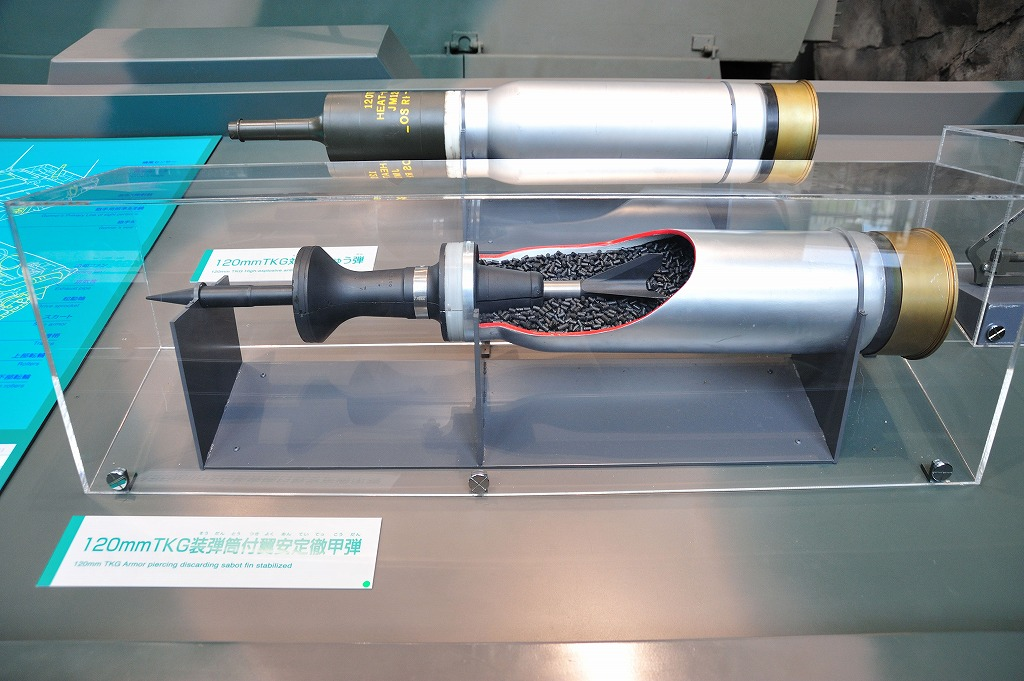
陸上自衛隊広報センターに展示される10式戦車で使用されるAPFSDS弾（手前）

装甲を貫く力は、均質圧延鋼装甲（RHA：Rolled Homogeneous Armor）を貫ける厚さで表現される。RHA自身は21世紀の現在では古い装甲技術であるが、各兵器メーカーが既に良く知り尽くした素材であるために貫徹力を単純に比較するには適している。120mm滑腔砲で使用されるAPFSDSは、500-1,000mm程度のRHAを貫くことが可能となっている。
APFSDSの侵徹性能は密度に強く依存するため、鋼製の侵徹体は同じ長さのタングステン合金、劣化ウラン製の侵徹体と比較して、1/2程度の貫徹力である。また、劣化ウラン製の侵徹体は、1,600m/s程度の速度域ではセルフシャープニング効果によってタングステン合金製侵徹体より10%ほど貫徹力に勝る。一方、劣化ウランとタングステン合金の密度は同等であるため、より高速度域では両者の貫徹力は同等となる。
侵徹の物理で述べたように、APFSDSのような侵徹体が消耗する侵徹では、侵徹深さは衝突速度に対して上限が存在する。そのため、APFSDSにおいては、運動エネルギーあたりの侵徹深さを最大化するという観点では、高速度化は必ずしも最適ではなく、最適な速度が存在する。Odermattは、運動エネルギーおよびL/D比を一定とした時の侵徹深さの衝突速度依存性を計算した。その結果に基づけば、現用弾では1,500m/sec前後で着弾するが、将来高速弾が実現してもタングステン弾芯の場合2,000m/s程度で穿孔の効率は最大となり、侵徹深さは徐々に小さくなってゆく。劣化ウランの場合は1,600m/s強で穿孔の効率が最大となり、それ以上の速度域ではタングステン同様侵徹深さは小さくなる。
21世紀の現在、戦車が対戦車用として使用する砲弾はほとんどがAPFSDSである。同じ対戦車用の弾薬には成形炸薬弾（HEAT）があるが、対戦車用の砲弾として戦車砲に使用されることはあまりない。HEATは標準的な装甲板に対する侵徹力といった数値上はAPFSDSと同等の威力を示すが、現在の戦車に多く使われる複合装甲に対してはAPFSDSに比べて大きく劣るためである。
| 正式名         | 口径 [mm] | L/D比 | 侵徹体材料             | 砲口初速 [m/秒] | 侵徹力 [mm] （RHA換算、距離2,000m、撃角0度） | 原開発国                | 就役年         |
| -------------- | --------- | ----- | ---------------------- | --------------- | -------------------------------------------- | ----------------------- | -------------- |
| BM-6           | 115       | 5     | 鋼鉄                   | 1,615           | 236（U-5砲）                                 | ロシア （ソビエト連邦） | 1961年         |
| M735           | 105       | 10    | タングステン合金・鋼鉄 | 1,501           | 318（L7砲）                                  | アメリカ合衆国          | 1970年代中盤   |
| DM23 （M-111） | 105       | 10    | タングステン合金       | 1,455           | 342（L7砲）                                  | イスラエル              | 1978年         |
| DM33 （M-413） | 105       | 20    | タングステン合金       | 1,465           | 413（L7砲; 推定）                            | ドイツ                  | 1987年（NATO） |
| DM33 （M-413） | 120       | 20    | タングステン合金       | 1,650           | 460（L44砲）                                 | ドイツ                  |                |
| M464           | 76        | 15    | タングステン合金       | 1,433           | 230（M32砲）                                 | アメリカ合衆国          | 1980年代後半   |
| 3BM48          | 125       | 22    | 劣化ウラン             | 1,700           | 600（2A46砲）                                | ロシア                  | 1991年         |
| M829A2         | 120       | 18    | 劣化ウラン             | 1,750           | 700（L44砲）                                 | アメリカ合衆国          | 1993年         |
| APFSDS-T Mk II | 40        | n/a   | タングステン合金       | 1,500           | 135※1,000m（L70砲）                          | スイス                  | 2001年         |
| DM53           | 120       | 30    | タングステン合金       | 1,650           | 650（L44砲） 810（L55砲）                    | ドイツ                  | 2001年         |
| M690A1         | 90        | n/a   | タングステン合金       | 1,345           | 300以上                                      | ベルギー                | 2002年         |
| M1060A3        | 105       | 29    | タングステン合金       | 1,560           | 460（L7砲）                                  | ベルギー                | 2004年         |
| 3BM69          | 125       | n/a   | 劣化ウラン             | 2,050           | 1,000 (2A82砲)                               | ロシア                  | 2005年         |

## 加害
飛散物
侵徹体が装甲板を貫徹すると、侵徹体と装甲板の高温溶融物と侵徹体の残余、装甲板内側の破砕片が装甲板内部空間に飛散する。これらは装甲板の厚みに関わり無く、侵徹孔を中心とした約60度の範囲に飛散するといわれている。劣化ウラン弾では焼夷効果によって更に高温化した飛散物が生じる。APFSDSの加害は主にこの飛散物によってもたらされる運動量と高熱で作られる。
衝撃波
APFSDSのみならず運動エネルギー弾や粘着榴弾が戦車などの硬い装甲にぶつかれば、大きな衝撃波が生じ、装甲内側金属の飛散、搭載装置の破壊、搭乗員への肉体的・精神的被害を与える。現代型の戦車では装甲内側にケブラーなどの内張り（スポール・ライナー）を設けることにより飛散物を受け止める、あるいは貫通しても飛散物の角度を小さくする工夫がなされている。

## 歴史

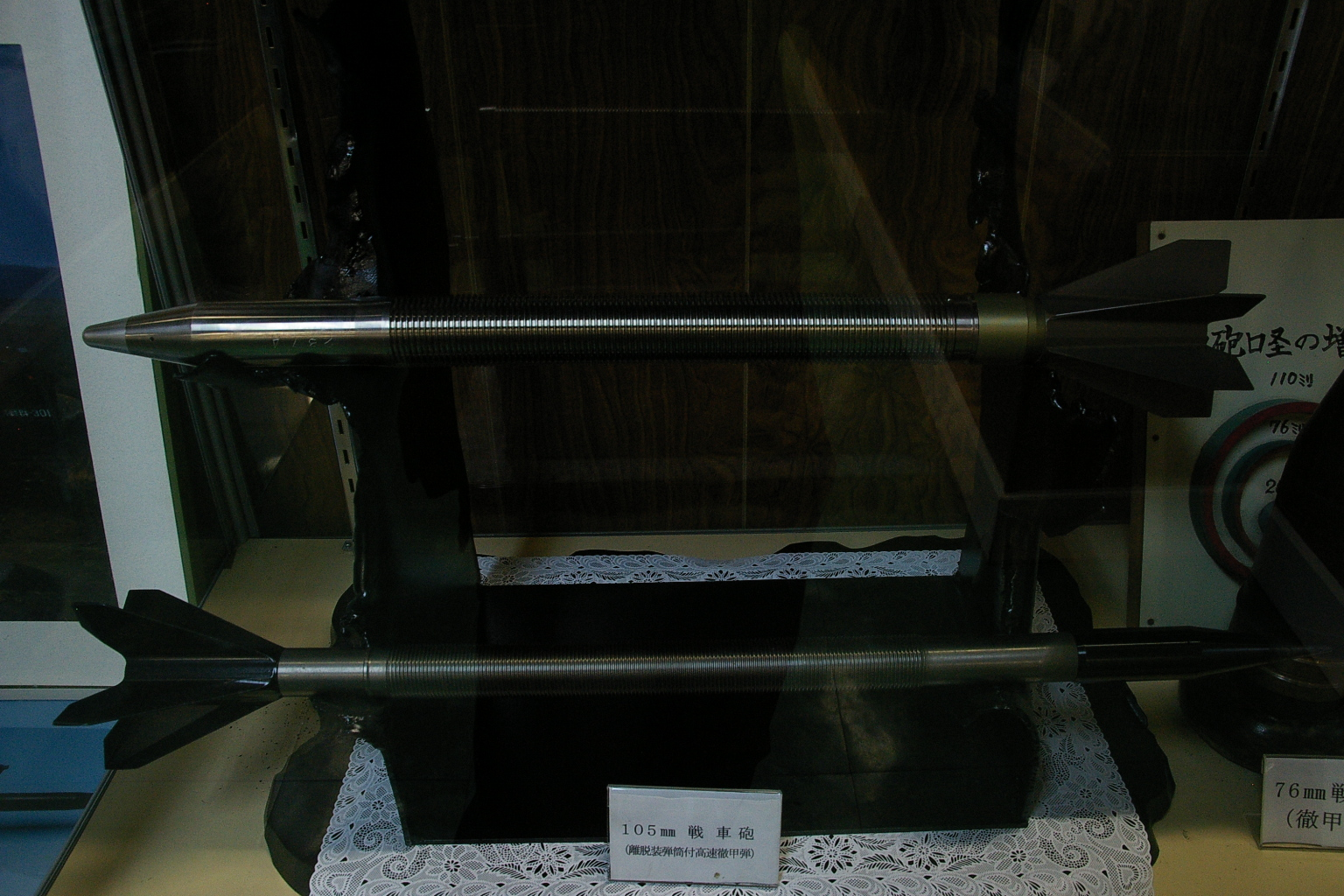
陸上自衛隊の105mm装弾筒付翼安定徹甲弾

1961年、ソビエト連邦軍で世界初の115mmのAPFSDS実用弾であるBM-3の運用が開始された。BM-3はタングステンカーバイド製の侵徹体を持つ4kgの飛翔体がT-62戦車では砲口初速：1,615m/secで発射された。1962年にはBM-6が登場した。BM-6は加工の容易な鋼鉄製となり砲口初速：1,615m/secでRHA換算で236mm（距離2,000m）の侵徹力を備えていたが、有効射程は1,600mであった。
1970年代中頃、米国のM60戦車などの105mm砲用のM735というAPFSDS砲弾が登場した。M735はタングステン合金・鋼鉄製の侵徹体を含む3.7kgの飛翔体が砲口初速：1,501m/secで発射され、318mm（距離2,000m）の侵徹力を備えていた。これはタングステン合金を鋼鉄の鞘で包んだものであった。
このときはまだライフリング付き砲身で使用されていた。滑腔砲は1977年9月に西ドイツのレオパルト2戦車で登場した120mm滑腔砲が西側で最初であった。
1978年9月に、米国はM735の侵徹体のタングステン合金を劣化ウラニウム合金に置き換えたM735A1という砲弾の生産を開始した。1979年4月には劣化ウラニウム合金を鋼鉄で包まずに、現代のAPFSDSと同様のモノブロック構造のM774の生産を開始し、M735シリーズを置き換えた。
イスラエルは1978年にM-111というAPFSDS弾を実用化した。M-111はタングステン合金製モノブロックの侵徹体を含む飛翔体が砲口初速：1,455m/secで発射され、342mm（距離2,000m）の侵徹力を備えていた。レバノンでの戦闘でT-72を撃破して高い評価を得たM-111はNATOで選定試験を受け、西ドイツのディール社がライセンス生産することで、DM23 105mm APFSDS弾として販売された。
1977年にDM13が運用開始された。DM13はL/D比約12であった。
1987年頃にはDM33が運用開始された。これもイスラエルがM-111の後継として開発したM-413をNATOで採用した物で、L/D比約20で460mm（距離2,000m）の侵徹力を備えていた。
2004年頃にDM53が運用開始された。DM53はL/D比約30で610mm（距離2,000m）の侵徹力を備えていた。
日本でもM735が導入され、1984年からは国内のダイキン工業でライセンス生産が行なわれた。1991年からは同社でラインメタル社製DM33 120mm弾のライセンス生産を行ない、JM33と命名して90式戦車の主砲弾とした。1994年からは同じくダイキンで105mm APFSDS弾の独自開発による量産が行なわれている。10式戦車用の120mm APFSDS弾の国内開発も行なわれ、10式120mm装弾筒付翼安定徹甲弾として配備が進められている。この弾丸のL/D比は約30とDM53に匹敵する値を示している。

## 価格比較
| 弾薬名                     | 素材             | 単価     | 購入数 | 購入国   | 製造国 | 製造企業           | 購入年 | 備考                                              |
| -------------------------- | ---------------- | -------- | ------ | -------- | ------ | ------------------ | ------ | ------------------------------------------------- |
| 120mmDM53                  | タングステン合金 | 36万円   | 27,000 | 独       | 独     | ラインメタル       | 2001   |                                                   |
| 120mmDM43(OFL120F1)        | タングステン合金 | 43万円   | 5,000  | 仏       | 仏     | GIAT*1             | 2001   | *1:Rheinmetallと共同開発                          |
| 120mmKWE-A1(120mmDM43相当) | タングステン合金 | 63万円   | 10,040 | エジプト | 米     | GDOTS              | 2003   |                                                   |
| 120mmJM33                  | タングステン合金 | 95万円   | ━      | 日       | 日     | ダイキン*2         | 1999   | *2:Rheinmetallからのライセンス                    |
| 120mmM829E3                | 劣化ウラン合金   | 57万円*3 | 25,400 | 米       | 米     | Aliant Techsystems | ━      | *3:目標価格                                       |
| 105mmAPDSFS とTPDS         | タングステン合金 | 54万円*4 | 7,600  | 豪       | 加     | SNC TEC            | 2003   | *4:APDSFSと練習弾の平均価格                       |
| 105mm93式                  | タングステン合金 | 55万円   | ━      | 日       | 日     | ダイキン           | 1999   |                                                   |
| 105mmM735                  | タングステン合金 | 28万円   | ━      | 日       | 日     | ダイキン*5         | 1999   | *5:米国からのライセンス、旧式のダブルブロック構造 |

## TPFSDS
TPFSDSは、陸上自衛隊の日本国内での演習場では狭すぎてAPFSDSの実弾演習が行えないため開発された訓練弾である。
タングステン弾体と同じ飛翔特性を示すが、目標命中、若しくは一定距離を飛翔すると弾体が3分割（正確には5分割）し、急激に減速することで狭い演習場での実弾演習を可能としている。

## その他
孔口付近に出た液状金属に安定翼が衝突するために、被弾した装甲表面には穴の周囲に十字などのAPFSDS特有のマークが残る。